# Níkos Liberópoulos
Nikólaos « Níkos » Liberópoulos (grec moderne : Νικόλαος «Νίκος» Λυμπερόπουλος), ou mieux Lyberópoulos, est un footballeur grec né le 4 août 1975 à Filiatrá. Il évolue au poste d'attaquant à l'AEK Athènes.

## Sélection nationale
Le sélectionneur de l'Équipe de Grèce, le retient parmi l'effectif de vingt-trois joueurs appelé à participer à l'Euro 2008.